# Thomas W. Ewing

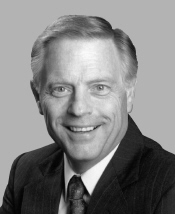
Thomas W. Ewing

 Thomas W. „Tom“ Ewing (* 19. September 1935 in Atlanta, Logan County, Illinois) ist ein US-amerikanischer Politiker. Zwischen 1991 und 2001 vertrat er den Bundesstaat Illinois im US-Repräsentantenhaus.

## Werdegang
Thomas Ewing besuchte bis 1957 die Millikin University in Decatur. Von 1957 bis 1963 gehörte er der United States Army Reserve an. Im Jahr 1958 war er auch im aktiven Militärdienst. Danach studierte er bis 1968 an der John Marshall School of Law in Chicago Jura. Von 1968 bis 1973 fungierte Ewing als stellvertretender Staatsanwalt im Livingston County. Gleichzeitig schlug er als Mitglied der Republikanischen Partei eine politische Laufbahn ein. Von 1974 bis 1991 saß er als Abgeordneter im Repräsentantenhaus von Illinois; von 1986 bis 1990 gehörte er dem Staatsvorstand seiner Partei an. In den Jahren 1980 und 1984 war er Delegierter zu den Republican National Conventions, auf denen jeweils Ronald Reagan als Präsidentschaftskandidat nominiert wurde.
Nach dem Rücktritt des Abgeordneten Edward Rell Madigan, der als Landwirtschaftsminister ins Kabinett Bush eintrat, wurde Ewing bei der fälligen Nachwahl für den 15. Sitz von Illinois als dessen Nachfolger in das US-Repräsentantenhaus in Washington, D.C. gewählt, wo er am 2. Juli 1991 sein neues Mandat antrat. Nach vier Wiederwahlen konnte er bis zum 3. Januar 2001 im Kongress verbleiben. Im Jahr 2000 verzichtete Ewing auf eine weitere Kandidatur. Zwischen 2001 und 2007 war er Vorsitzender des im Jahr 2000 gegründeten Biomass Research and Development Technical Advisory Committee.